# Jack Hanna
Jack Hanna (Knoxville, 2 gennaio 1947) è un naturalista, personaggio televisivo, divulgatore scientifico e documentarista statunitense.